# Der einzige Zeuge
Der einzige Zeuge (Originaltitel Witness) ist ein Kriminaldrama der Paramount Pictures aus dem Jahr 1985. Regie führte Peter Weir, die Hauptrollen spielten Harrison Ford und Kelly McGillis. Der Film spielt weitgehend innerhalb der Glaubensgemeinschaft der Amischen und wurde in Philadelphia und Intercourse, Pennsylvania, gedreht. Der Film erhielt zwei Oscars.

## Handlung

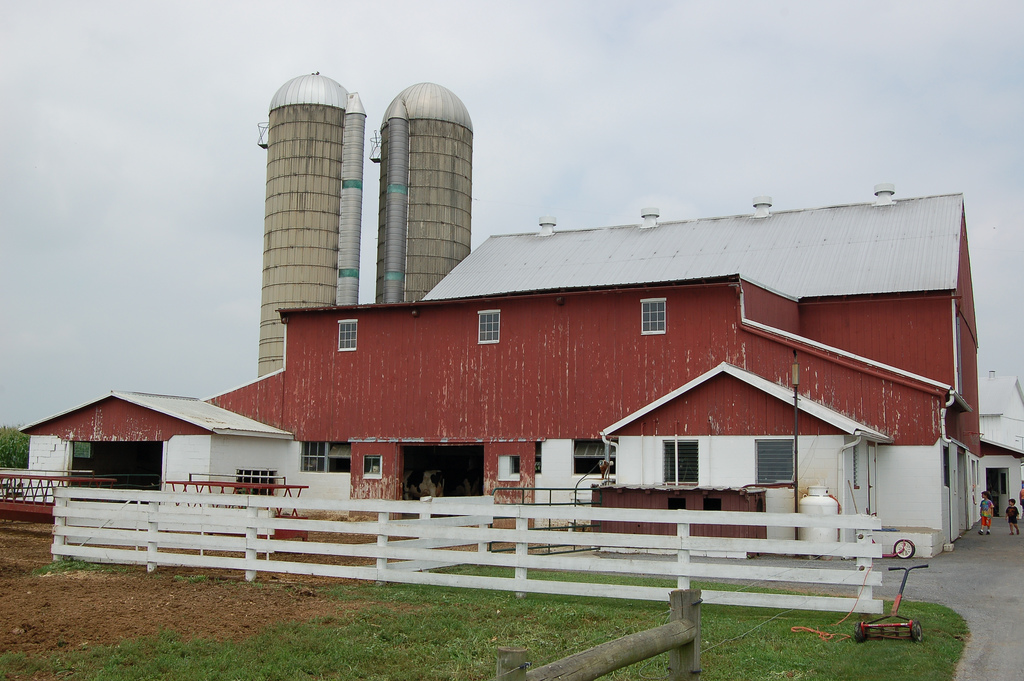
Amisch Farm

Nach dem Tod ihres Mannes in Lancaster County, Pennsylvania, im Jahr 1984 beschließt die junge Amisch-Frau Rachel Lapp, ihren Sohn Samuel auf einer Reise nach Baltimore, Maryland, zum ersten Mal mit in die Außenwelt zu nehmen, um ihre Schwester zu besuchen. Der achtjährige Junge wartet mit seiner verwitweten Mutter Rachel im Bahnhof von Philadelphia auf den Zug. Auf der Bahnhofstoilette wird er zufällig Zeuge eines Mordes an einem Polizeiermittler, der von zwei Tätern begangen wird, von denen er nur einen richtig sehen kann. Das sagt er auch dem zuständigen Ermittler John Book.
Samuel identifiziert jedoch keinen der ihm von Detective Book vorgeführten Kriminellen als Mörder, sondern den im Rauschgiftdezernat arbeitenden Polizeileutnant James McFee, dessen Bild er zufällig in einem Zeitungsartikel sieht. Book glaubt dem Jungen, denn er war zusammen mit dem ermordeten Ermittler und seinem Juniorpartner Sergeant Elton Carter verantwortlich in einem Fall von Beschlagnahmung und Verkauf von teuren Chemikalien zur Herstellung von Amphetaminen für den Schwarzmarkt, in den korrupte Polizisten verwickelt waren, die die Chemikalien für sich behielten. Er kommt daher zum Schluss, dass das Opfer von diesen Polizisten ermordet wurde, weil er ihnen auf die Spur gekommen war.
Daraufhin beschließt der Detective, Samuel und dessen Mutter zu ihrem eigenen Schutz zu verstecken, und informiert ausschließlich seinen Vorgesetzten Paul Schaeffer über die neuen Erkenntnisse. Dieser steckt aber mit McFee unter einer Decke. McFee lauert Book daher wenig später in einer Tiefgarage auf und versucht ihn umzubringen. Dabei verletzt er ihn durch einen Bauchschuss schwer.
Book, der wegen dieses Ereignisses erkennt, dass Schaeffer zu den Verbrechern gehört, fährt Samuel und Rachel nach Hause zu Rachels Schwiegervater Eli, auf dessen Hof sie inmitten einer Amischen-Gemeinschaft leben. Unterwegs berichtet Book seinem Juniorpartner, Sgt. Carter, telefonisch über seine Entdeckungen und weist ihn an, alle Angaben zu Samuel aus der Akte verschwinden zu lassen, was dieser auch tut. Aufgrund seines hohen Blutverlustes muss Book derweil auf dem Hof gepflegt werden; eine Behandlung in einem Krankenhaus ist wegen der Meldepflicht einer Schusswunde und der damit verbundenen Aufdeckung seines Aufenthaltsortes durch die korrupten Polizisten nicht möglich.
Zwei Tage später erholt sich Book langsam und bietet zum Dank an, bei der Feldarbeit zu helfen. Book hat einige Schwierigkeiten, sich an das rustikale Leben zu gewöhnen, passt sich aber schnell an. Er stellt sogar sein Talent als Tischler unter Beweis, indem er Rachels beschädigten Nistkasten repariert und Spielzeug für Samuel herstellt. Book nimmt an einem Fest mit der gesamten amischen Gemeinschaft teil, bei dem das Dorf traditionell eine Scheune für das jüngste Brautpaar errichtet. Damit er sich in die örtliche Gemeinschaft einfügen kann, gibt Rachel Book einige „schlichte“ amische Kleidungsstücke aus dem Besitz ihres verstorbenen Mannes. Mehrere Amische bleiben jedoch misstrauisch, was seine wahre Identität und den wahren Grund für seine Anwesenheit im Haus von Rachel und Eli betrifft. Eli bringt Book in die Stadt, damit er mit Carter telefonieren kann, der ihn auffordert, unterzutauchen. Auf dem Rückweg bittet Book Rachel, seinen Revolver zu behalten, nachdem Samuel ihn gefunden hat, und nötigt Eli, mit Samuel eine ernsthafte Diskussion über die amische Vorstellung von Gut und Böse zu führen. Der kleine Samuel gibt zu, dass er, seit er mit eigenen Augen gesehen hat, wie ein Mann brutal ermordet wurde, glaubt, selbst Gewalt anwenden zu können, wenn er selbst oder seine Angehörigen von „bösen Menschen“ bedroht werden.
Book und Rachel entwickeln Gefühle füreinander. Rachel wird aber auch von dem Amischen Daniel Hochleitner umworben. Da Rachel Witwe ist, hofft Hochleitner, sie zu heiraten, merkt aber, dass sie sich mehr für Book interessiert. Hochleitners Instinkt erweist sich als richtig, als Rachel und Book beginnen, Anzeichen ihrer gegenseitigen Liebe zu zeigen, die auch von anderen Mitgliedern der Gemeinde bemerkt werden. Eines Nachts, als Book mit Rachel in der Scheune das Auto repariert, spielt das Radio Wonderful World. Von dem Moment mitgerissen, beginnen sie zu tanzen. Beide werden von Eli unterbrochen, der etwas schockiert ist: Obwohl aus „englischer“ Sicht harmlos, ist Tanzen eine Aktivität, der sich die Amischen nicht hingeben, genauso wenig wie Radiohören. Dieser Vorfall offenbart Eli die ersten Anzeichen von Rachels Wunsch, sich im Vergleich zu ihrer Lebensweise zu individualisieren. Eli weist sie darauf hin, dass sie für ein solches Verhalten von den Ältesten ihrer Gemeinde ausgegrenzt und ausgeschlossen werden könnte. Rachel ist empört und erklärt Eli, dass sie nichts Falsches getan habe.
Bei einem Besuch mit den Amischen in der Stadt kann Book ein öffentliches Telefon nutzen. Er versucht, Carter im Polizeipräsidium zu erreichen, erfährt jedoch, dass sein Partner „in Ausübung seines Dienstes“ ums Leben gekommen sei. Er begreift sofort, dass Carter durch die korrupten Polizisten ermordet wurde.
Als er mit der Amischengruppe in ihren Pferdedroschken wieder auf dem Rückweg ist, werden sie von angetrunkenen Halbstarken, die die Kultur der Amischen und ihren legendären Pazifismus beleidigen, provoziert. Book schlägt wütend zurück und bricht einem die Nase. Der Kampf beunruhigt die Bürger, die überrascht sind, dass ein Amish aggressiv reagiert. Der Fall wird sofort an den Sheriff der Stadt weitergeleitet. Book teilt Eli mit, dass er am nächsten Tag abreisen wird. Rachel, die von dieser Nachricht überwältigt ist, läuft Book auf offenem Feld entgegen und die beiden küssen sich leidenschaftlich.
Kurz darauf kommen Schaeffer, McFee und ihr Komplize Fergie, der der zweite Mörder am Bahnhof gewesen war, mit Gewehren zum Hof, um Book umzubringen. Dieser hat seine Pistole nicht bei sich und versteckt sich in der Scheune. Es gelingt ihm aber, Fergie in ein Maissilo zu locken und durch Öffnen des Schiebers mit den herabstürzenden Körnern zu ersticken. Dann erschießt er mit Fergies ausgegrabenem Gewehr den heranstürmenden McFee. Schaeffer kann mit Rachel als Geisel Book dazu zwingen, das Gewehr fallen zu lassen. Eli hat jedoch Samuel instruieren können, die Hofglocke zu läuten. Schaeffer gibt angesichts der vielen herbeigelaufenen Amischen auf und wird festgenommen. Am Ende verabschiedet sich Book von Samuel und Rachel, und Eli wünscht ihm alles Gute „da draußen bei den Engländern“. Book reist ab und verlässt die Siedlung. Unterwegs begegnet er Hochleitner, der offenbar gerade auf dem Weg zu Rachel ist.

## Dreharbeiten

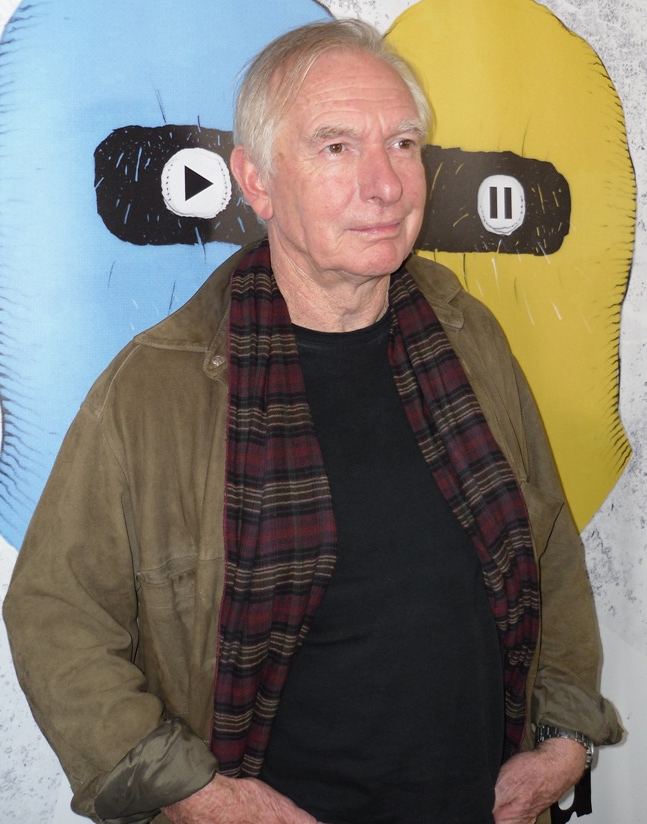
Regisseur Peter Weir (2011)

Der Film wurde in Philadelphia und in den Städten und Gemeinden Intercourse, Lancaster, Strasburg und Parkesburg gedreht. Örtliche Amish waren bereit, als Zimmerleute und Elektriker zu arbeiten, lehnten es aber ab, im Film aufzutreten, so dass viele der Statisten eigentlich Mennoniten waren. Nach der Hälfte der Dreharbeiten wurde der Titel auf Geheiß der Marketingabteilung von Paramount von „Called Home“ in „Witness“ geändert, da man der Meinung war, dass der ursprüngliche Titel ein zu großes Werbeproblem darstellte.
Während des Aufbaus und der Proben jeder Szene sowie während der Tagesaufnahmen spielte Weir Musik, um die Stimmung zu verstärken, damit die Schauspieler nicht zu viel nachdenken mussten und auf ihre Intuition hören konnten. Die Szene in der Scheune war nur ein kurzer Absatz im Drehbuch, aber Weir hielt es für wichtig, diesen Aspekt des Lebens der Amish-Gemeinschaft hervorzuheben. Sie drehten die Szene an einem Tag und bauten tatsächlich eine Scheune, wenn auch mit Hilfe von Kränen außerhalb der Kamera. Um die Szene im Maissilo zu filmen, wurde Mais auf den Schauspieler geworfen, während ein Tauchgerät mit Druckluftflasche auf dem Boden versteckt wurde, damit der Schauspieler atmen konnte.
Ursprünglich sollte der Film mit einer Szene enden, in der John und Rachel sich gegenseitig ihre Liebe gestehen, aber der Regisseur hielt diese Szene für überflüssig und beschloss, sie nicht zu drehen. Die Studiobosse waren nicht überzeugt, da sie glaubten, dass das Publikum diesen Schluss nicht verstehen würde, und versuchten, ihn umzustimmen. Peter Weir blieb jedoch bei seiner Meinung, dass die Emotionen der Figuren nur visuell ausgedrückt werden sollten.
Der dänisch-US amerikanische Schauspieler Viggo Mortensen hat in einer kleinen Rolle als Amischer sein Spielfilmdebüt. Er wurde später als Aragorn in Peter Jacksons Filmreihe Der Herr der Ringe berühmt. In einer Szene fragt Rachel Detective Captain John Book, ob er etwas von Tischlerei verstehe, woraufhin dieser antwortet: „Ich bastle“. Später hilft Book den Amish beim Bau einer Holzscheune. Dies spielt darauf an, dass Harrison Ford vor der Schauspielerei als Tischler und Schreiner arbeitete.

## Synchronisation
Die Synchronisation wurde von der Firma Berliner Synchron GmbH Wenzel Lüdecke erstellt. Das Dialogbuch und die Dialogregie wurden von Ronald Nitschke erstellt.

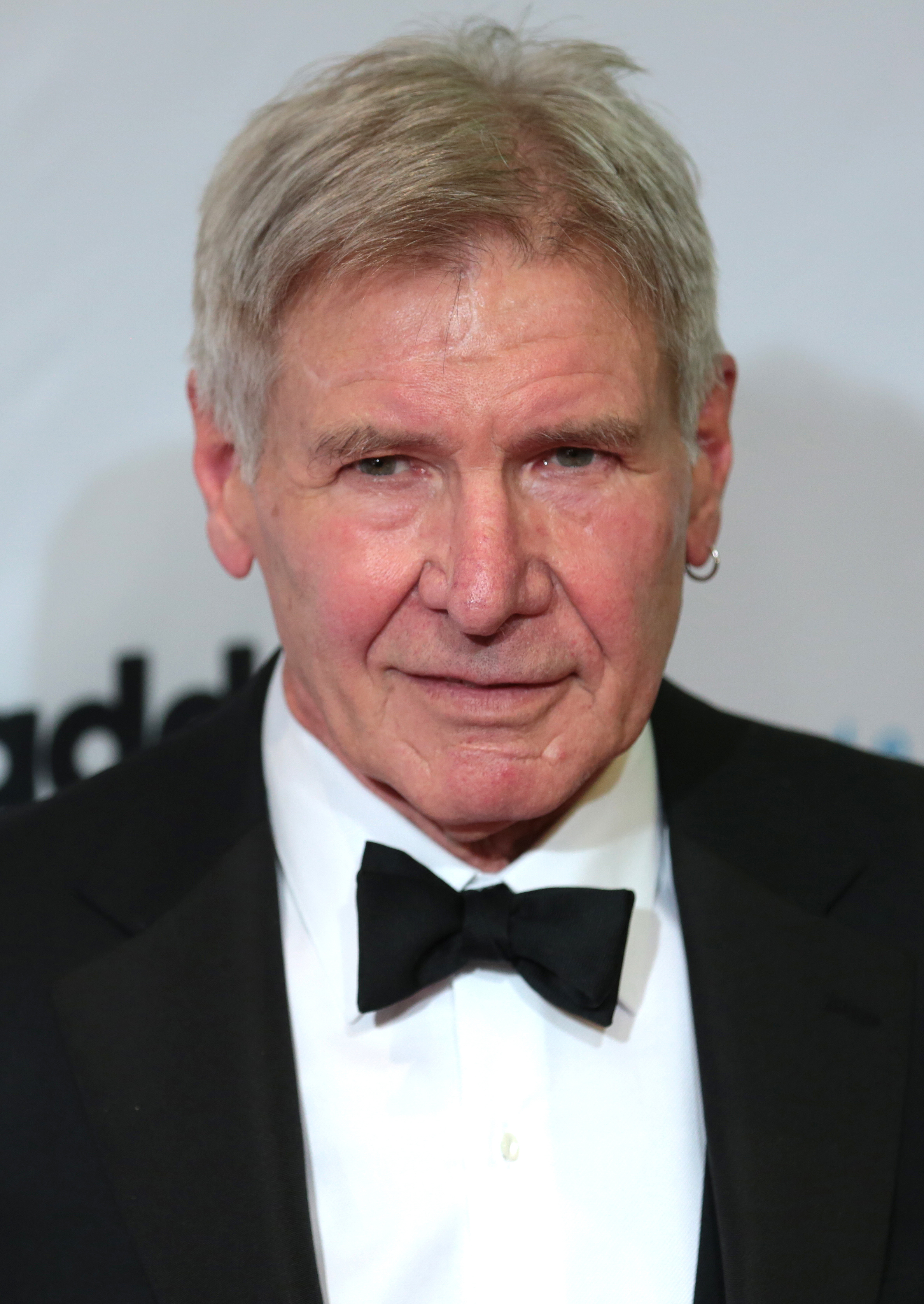
Hauptdarsteller Harrison Ford (2017)

| Darsteller        | Sprecher                | Rolle                       |
| ----------------- | ----------------------- | --------------------------- |
| Harrison Ford     | Wolfgang Pampel         | Detective Captain John Book |
| Kelly McGillis    | Evelyn Maron            | Rachel Lapp                 |
| Danny Glover      | Axel Lutter             | Detective Lt. James McFee   |
| Alexander Godunov | Detlef Bierstedt        | Daniel Hochleitner          |
| Josef Sommer      | Friedrich W. Bauschulte | Chief Paul Schaeffer        |
| Lukas Haas        | Kim Hasper              | Samuel Lapp                 |
| Jan Rubes         | Herbert Stass           | Eli Lapp                    |
| Brent Jennings    | Ronald Nitschke         | Sergeant Elton Carter       |
| Patti Lupone      | Monica Bielenstein      | Elaine                      |
| Viggo Mortensen   | Ronald Nitschke         | Moses Hochleitner           |
| Timothy Carhart   | (stumm)                 | Zenovich                    |

## Kritiken
Der einzige Zeuge erhielt ein gutes Presseecho, was sich auch in den Auswertungen US-amerikanischer Aggregatoren widerspiegelt. So erfasst Rotten Tomatoes fast ausschließlich positive Besprechungen und ordnet den Film dementsprechend als „Zertifiziert Frisch“ ein. Dort formuliert man den Konsens: „Ein wunderbar unterhaltsamer Thriller in einer ungewöhnlichen Umgebung, mit Harrison Ford, der eine überraschend gefühlvolle und sympathische Darstellung abliefert.“ Laut Metacritic fallen die Bewertungen im Mittel „Grundsätzlich Wohlwollend“ aus.

„Der Zusammenprall unterschiedlicher Lebensauffassungen und die stete Bedrohung des Traums von einer besseren Welt bilden den Hintergrund der spannenden Action- und Liebesgeschichte. Einfühlsam inszeniert, bis auf den plakativen Schluß erfreulich abseits der Genre-Klischees.“

„Weir spielt auch dort nicht eine Kultur gegen die andere aus, wo die Verführung dazu am größten wäre, in der Liebesbeziehung zwischen Rachel und Book. So elegisch er die Lebensweise der Amish zeigt, die in einem sehnsuchtsvoll empfundenen Gleichmaß mit der Natur und mit sich leben, so nachdrücklich führt er auch vor, daß diese friedfertige Harmonie nur durch den Preis rigider Moral und hermetischer Abgeschlossenheit zu bekommen ist.“

„Er ist nicht wirklich schrecklich, aber er macht auch nicht viel Spaß. Er ist hübsch anzusehen und enthält eine Reihe guter Darsteller, aber seine saubere Balance zwischen gegensätzlichen Sitten und Werten hat etwas Erschöpfendes[. …] Man könnte sich für all das interessieren, wenn die Regie des talentierten australischen Filmemachers Peter Weir […] weniger oberflächlich wäre und wenn das Drehbuch... nicht so seltsam vertraut wirken würde. Man folgt Witness, als würde man seine alte Heimatstadt besichtigen, geführt von einem Außenstehenden, der sich weigert zu glauben, dass man die Gegend besser kennt als er. Es gibt keine Figur, kein Ereignis und keine Wendung der Handlung, die man nicht schon lange vorher erwartet hätte, was einem das Gefühl gibt, auf Leute zu warten, die immer zu spät kommen.“

Der japanische Regisseur Akira Kurosawa bezeichnete Der einzige Zeuge als einen seiner Lieblingsfilme aller Zeiten.

## Darstellung der Amischen

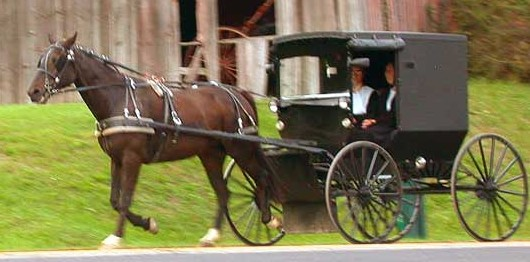
Amisches Paar im Pferdewagen (Dachwägle) im ländlichen Holmes County, Ohio (2004)

Der Film stellt die starken Kontraste zwischen der wurzel- und gefühllosen Stadtwelt, in der John Book lebt, und dem einfachen vorindustriellen Landleben der Amischen dar.
In seinem Buch The Amish in the American Imagination (2001) stellt der Wissenschaftler David Weaver-Zercher fest, dass es in Der einzige Zeuge in erster Linie um das Zusammentreffen gegensätzlicher Kulturen geht, ein Thema, das in mehreren von Weirs Filmen immer wieder auftaucht, darunter Die letzte Flut (1977) und Ein Jahr in der Hölle (1982).
Von Seiten der Amischen wurde der Film als Zurschaustellung der amischen Kultur kritisiert. Entsprechend sind Amische auch weder als Schauspieler noch als Statisten in dem Film aufgetreten. Einzelne Amische, die bereit waren, mit dem Filmteam zusammenzuarbeiten, wurden mit Bannstrafen bedroht. Besonderen Unmut löste die Hauptdarstellerin Kelly McGillis aus, die sich zur Vorbereitung auf ihre Rolle unter Vorspiegelung falscher Tatsachen Zugang zu einer amischen Familie verschafft hatte.
Obwohl der Film mit Hilfe von Experten für die Amish-Gemeinschaft gedreht wurde, äußerten sich einige Mitglieder der Gemeinschaft kritisch und hielten die Darstellung für nicht ganz korrekt. Das National Committee for Amish Religious Freedom (Nationales Komitee für die Religionsfreiheit der Amischen) rief zu einem Boykott des Films auf, weil es befürchtete, dass diese Gemeinschaften aufgrund seiner Popularität „von Touristen überrannt“ würden. Sie befürchteten, dass „das Gedränge, die Souvenirjagd, das Fotografieren und das unbefugte Betreten von amischen Grundstücken dadurch zunehmen würden“. Als der Film fertig war, versprach der damalige Gouverneur von Pennsylvania, Dick Thornburg, die amischen Filmgemeinden nicht als künftige Filmstandorte zu fördern.
In der englischsprachigen Originalversion sprechen die Amischen meist Hochdeutsch untereinander. Nur selten wird der in der Realität gesprochene Dialekt Pennsylvaniadeutsch benutzt. Um dennoch für die englische Fassung einen scheinbar authentischen amisch-deutschen Akzent zu kreieren, wurden bedeutende Nebenrollen mit osteuropäischen Schauspielern wie dem aus der Sowjetunion stammenden Schauspieler Alexander Borissowitsch Godunow besetzt.

## Auszeichnungen
- Oscarverleihung 1986
  - Bestes Originaldrehbuch
  - Bester Schnitt
  - weitere Nominierungen:
    - Bester Film
    - Beste Regie
    - Bester Hauptdarsteller: Harrison Ford
    - Beste Filmmusik
    - Beste Kamera
    - Bestes Szenenbild
- Golden Globe Awards 1986
  - Nominierungen in den Kategorien:
    - Bester Film – Drama
    - Beste Regie
    - Bester Hauptdarsteller – Drama: Harrison Ford
    - Beste Nebendarstellerin: Kelly McGillis
    - Bestes Drehbuch
    - Beste Filmmusik
- BAFTA Awards 1986
  - Beste Filmmusik
  - weitere Nominierungen:
    - Bester Film
    - Bester Hauptdarsteller: Harrison Ford
    - Beste Hauptdarstellerin: Kelly McGillis
    - Bestes Originaldrehbuch
    - Beste Kamera
    - Bester Schnitt